# Feria del Libro de Ulán Bator

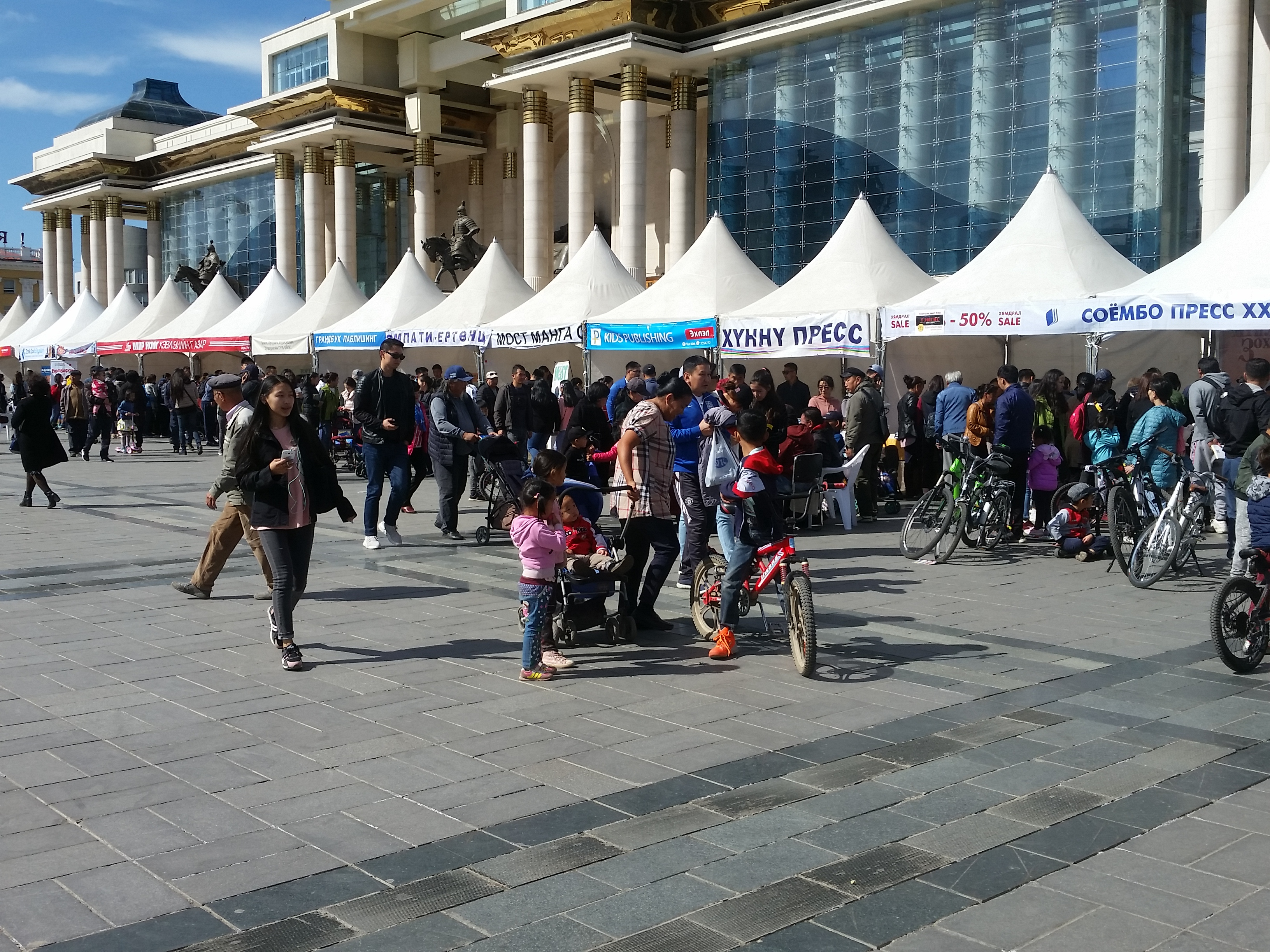
La Feria del Libro de Ulán Bator

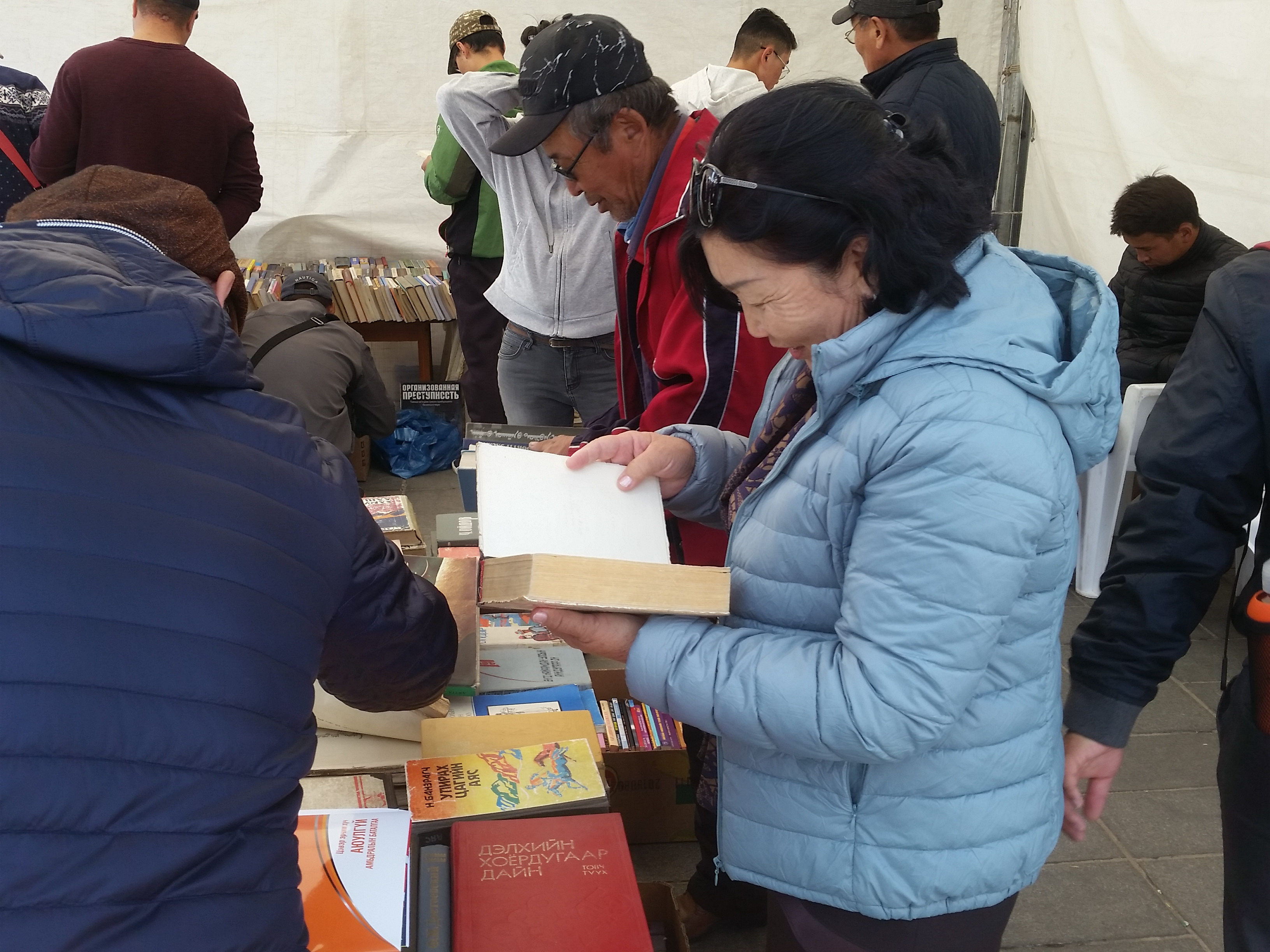
Lectores revisando libros en la feria del libro

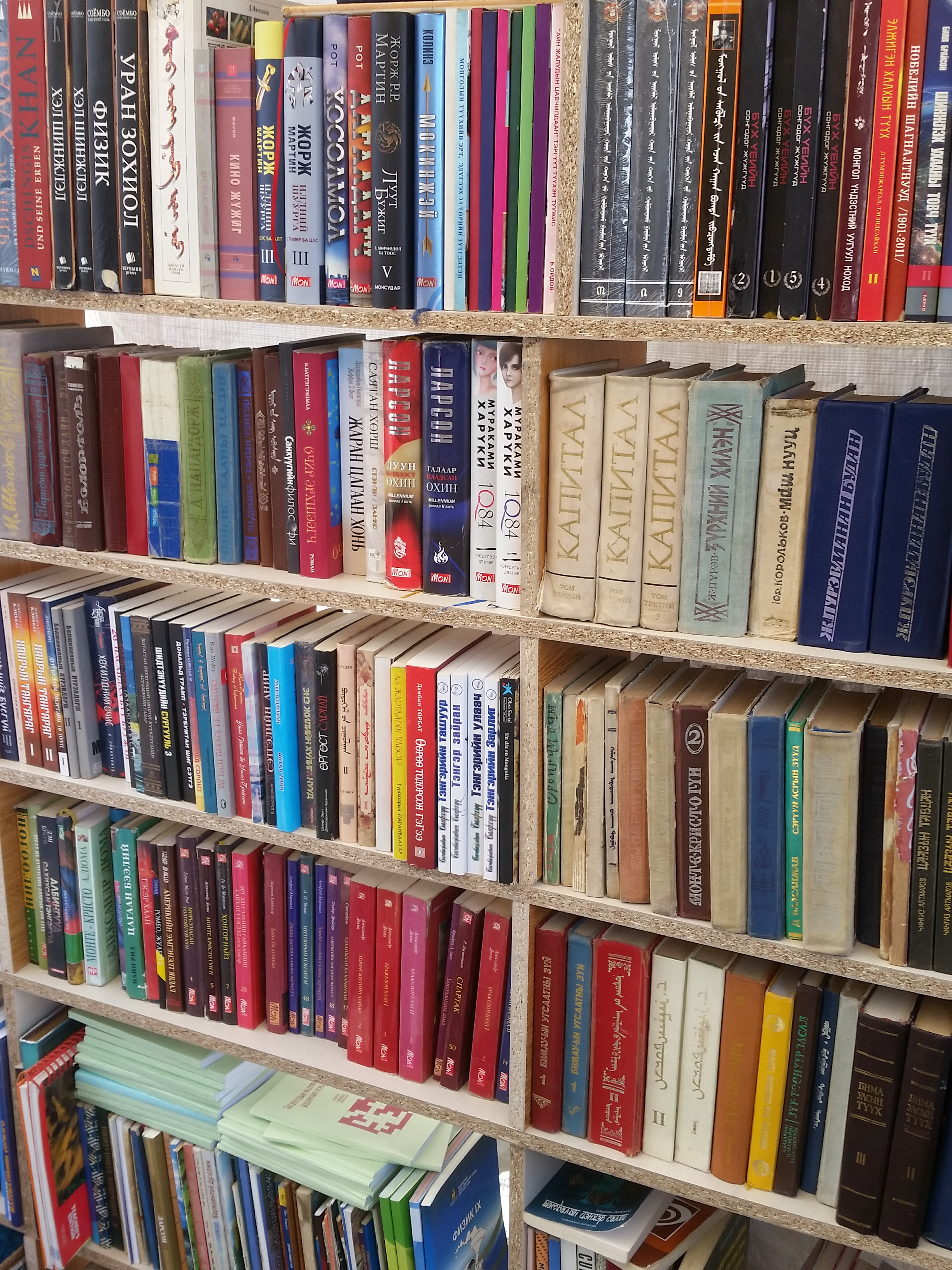
Durante la feria del libro, también se realizan ventas e intercambios de libros antiguos.

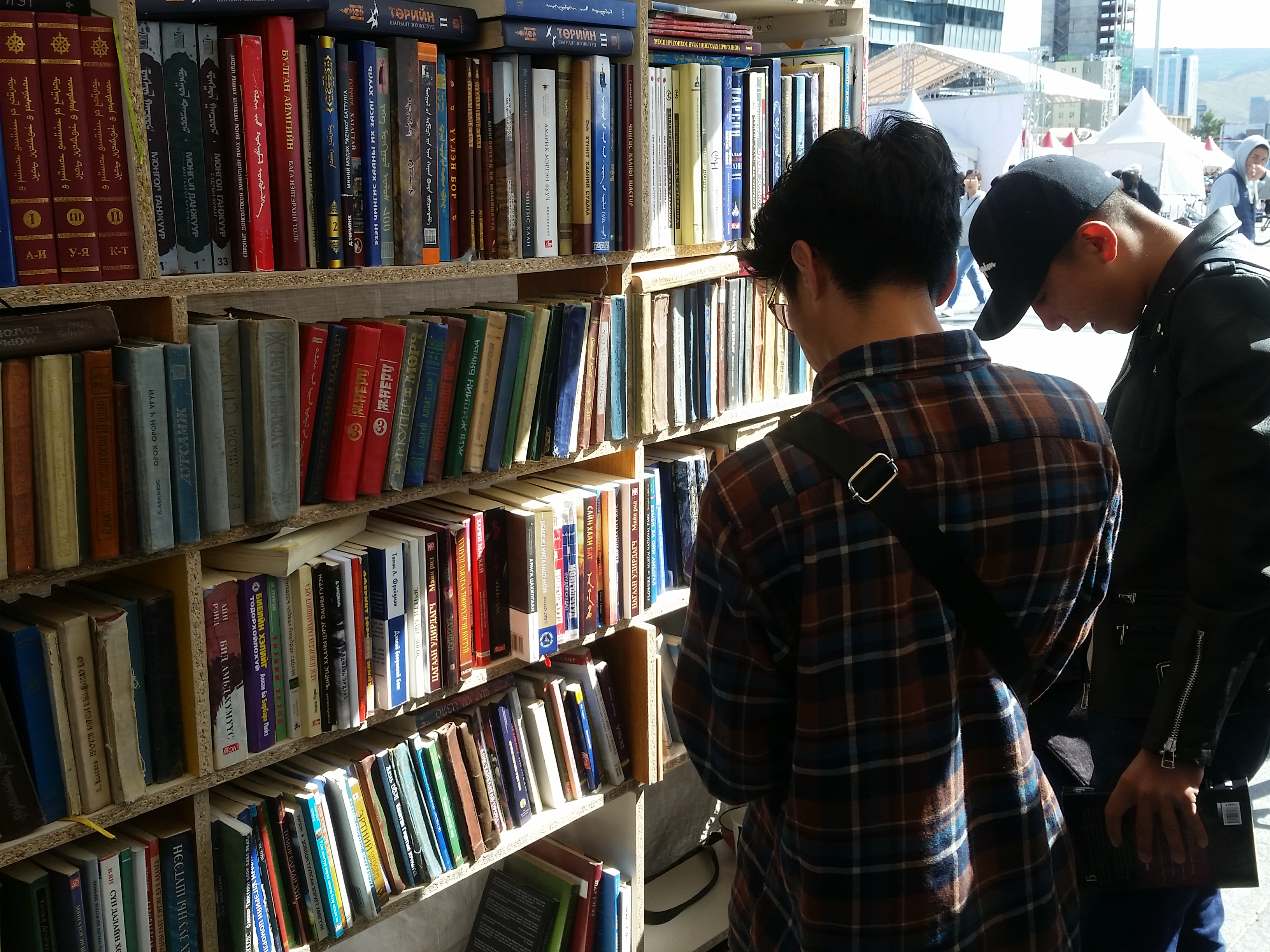
Lectores revisando libros en la feria del libro

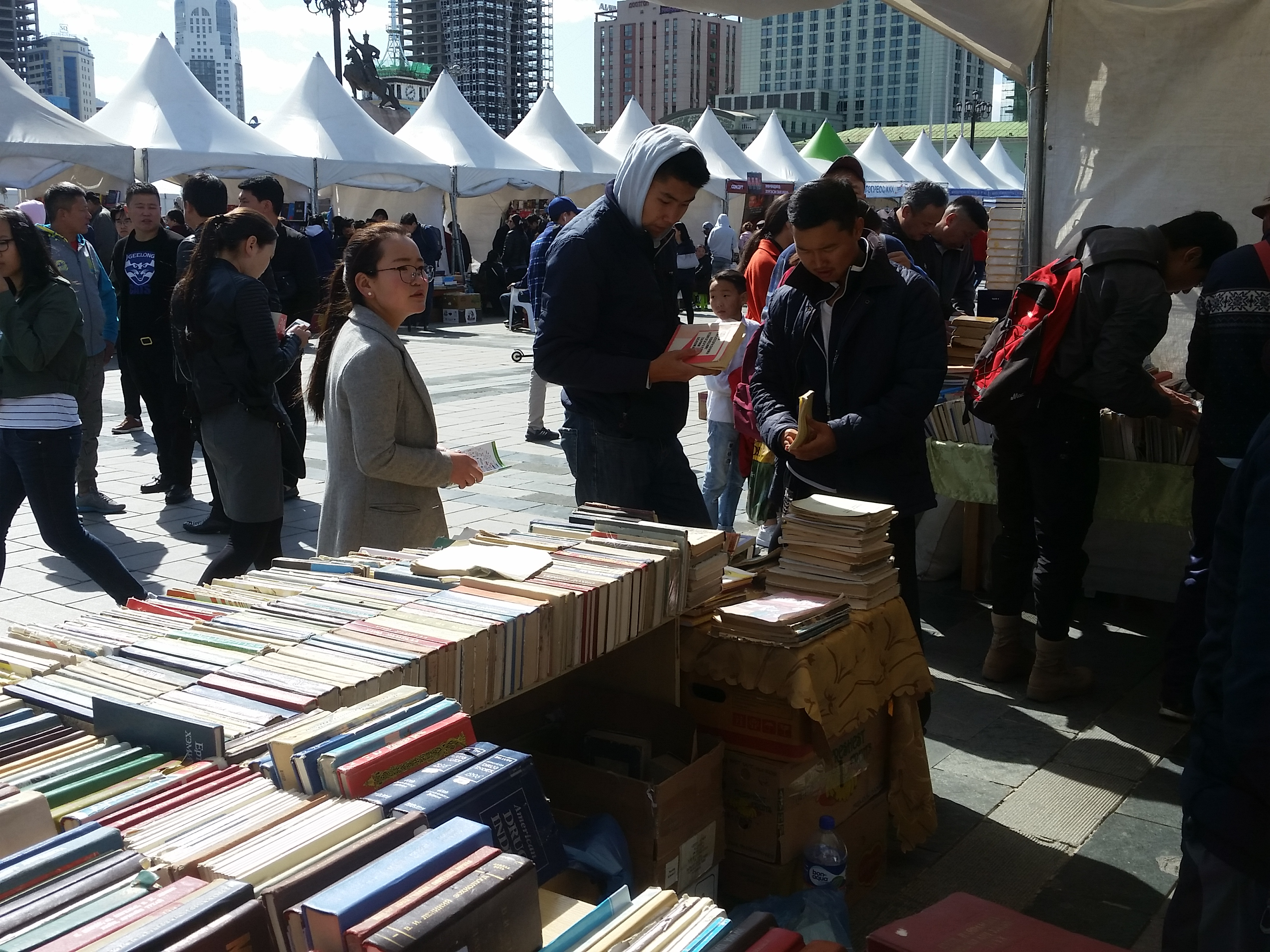
Lectores revisando libros en la feria del libro

La Feria del Libro de Ulán Bator se organiza todos los años en mayo, primavera y septiembre, en otoño en esa ciudad, que es la más poblada de Mongolia y su capital. Al evento, que es organizado por el departamento cultural de la ciudad y el Ministerio de Educación, concurren más de 300 autores y más de 120 editoriales y organizaciones relacionadas. Esta feria del libro permite a los lectores familiarizarse con los últimos libros, conocer autores y asistir a sus charlas sobre libros, conectarse en red y ampliar sus experiencias culturales.